# Tomasz Rzepa
Tomasz Łukasz Rzepa (ur. 10 września 1970 w Knurowie) – polski samorządowiec, od 2024 prezydent Knurowa.

## Życiorys
Przez prawie 30 lat pracował w kopalni Knurów-Szczygłowice jako starszy inspektor ds. technologii górniczej, był również przez wiele lat kuratorem społecznym ds. rodzinnych i nieletnich przy Sądzie Rejonowym w Gliwicach. W 2007 był współzałożycielem sekcji pływackiej TKKF Szczygłowice.
W wyborach samorządowych w 2006 wystartował po raz pierwszy do rady miasta z listy Komitetu Wyborczego Wyborców Wspólnie dla Knurowa. Początkowo nie uzyskał mandatu, zdobywając 80 głosów, jednak wszedł do rady miasta z uwagi na rezygnację z mandatu przez wybranego na urząd prezydenta miasta Adama Ramsa. Mandat radnego uzyskiwał również w ramach tego samego komitetu w 2010 (280 głosów), 2014 (226 głosów) i 2018 (447 głosów). Od 2014 pełnił funkcję przewodniczącego rady miasta.
W 2024 ówczesny prezydent miasta, Adam Rams, ogłosił, że nie będzie ubiegał się o kolejną reelekcję. Kandydatem KWW Wspólnie dla Knurowa, popartym przez Ramsa, został Tomasz Rzepa. W wyborach samorządowych w 2024 wystartował on również do rady miasta (zdobył 256 głosów, uzyskując mandat). Natomiast w wyborach na prezydenta miasta w I turze zdobył 5312 głosów (41,72%), w II turze zwyciężył z Bogdanem Leśniowskim (prywatnie kolegą z osiedla), zdobywając 5152 głosy (53,18%).

## Życie prywatne
Żonaty od 1991, ma troje dzieci, jest również dziadkiem. 